# Jean-Baptiste Carrier

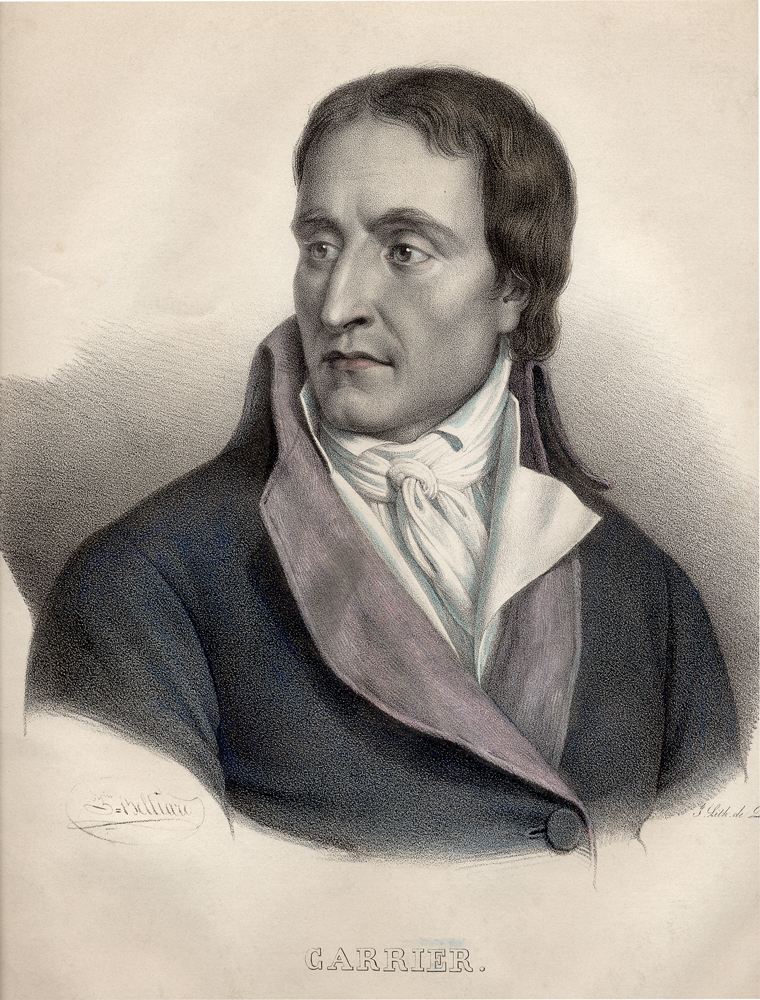
Litografia de Jean-Baptiste Carrier

Jean-Baptiste Carrier (Iolet, Alvèrnia 1756 - París 1794) va ser un revolucionari francès. Membre de la Convenció Nacional, va ser enviat a reprimir la revolta de La Vendée, de caràcter contrarevolucionari. Organitzà una important repressió, ordenant execucions en massa conegudes com les noyades de Nantes, consistents en enfonsar embarcacions de presoners al riu Loira. Es calcula que ordenà la mort de fins a 16.000 persones per aquest mètode. Va ser executat a la caiguda de Maximilien de Robespierre.

## Orígens
Nascut a Iolet, fill de Jean Carrier i de Marguerite Puex, era el tercer fill de sis germans, dels quals tres eren noies i tres nois. Es casà el 4 d'octubre del 1785 amb Françoise Laquairie. Encaminat en principi cap a la carrera eclesiàstica, ingressà en el col·legi fundat pels jesuïtes a Aurillac, però demostrà no tenir predisposició envers la vida sacerdotal. El 1784 treballà com a ajudant d'un procurador a Aurillac, però la seva plaça fou suprimida el 1789. El 1790, començà a treballar a l'alcaldia d'Aurillac.

## Inicis a la Convenció
El setembre del 1792, fou escollit diputat a la Convenció Nacional pel departament del Cantal gràcies a la victòria dels extremistes en les eleccions. Tenia fama com a orador i era conegut per freqüentar el Club dels Cordeliers i els jacobins. Va estar enfrontat amb Guillaume François Laennec, que havia estat conseller reial. El gener del 1793 votà a favor de l'execució de Lluís XVI i va prendre part en l'establiment del Tribunal Revolucionari. Fou un dels primers a demanar l'arrest del duc Felip d'Orleans i participà en la caiguda dels girondins. Durant l'estiu del 1973 fou enviat a Normandia per reprimir l'alçament dels federalistes girondins.

## Missió a Nantes
Amb el mateix objectiu que a Normandia anà Rennes (Bretanya) i després fou enviat a Nantes on havia esclatat la revolta de la Vendée. En aquell moment, després de la victòria dels republicans a Nantes (29 de juny del 1793), l'exèrcit es va desplaçar cap al sud i l'oest del país, però foren derrotats a Torfou (18 de setembre) i a Montaigu (21 de setembre). La Convenció decidí cessar el general al càrrec i substituir-lo per Rossinyol. Aquest aconseguí capgirar la guerra en diverses batalles a favor dels republicans. Això causà l'enviament de nombrosos capturats a Nantes, on la presó aviat quedà insuficient i el Tribunal militar no donava l'abast. El desembre una comissió militar s'instal·là a Nantes a petició de Carrier, la comissió Bignon, que s'hauria de fer càrrec dels afusellaments.
Carrier amb el suport del club Vincent, una agrupació local de montagnards, organitzà una brigada de policia amb plens poders, a la qual van posar de sobrenoms la companyia Marat i els hússars americans perquè entre ells hi havia antics esclaus de Santo Domingo, tots ells gent sense escrúpols. Per desfer-se més ràpidament dels condemnats, ordenà que els pugessin en barques al riu, llavors la companyia Marat disparava contra ells i en caure al riu s'estalviaven la feina d'haver d'enterrar els cadàvers. D'aquesta manera entre el desembre del 1793 i el febrer del 1794, van morir entre 8.000 i 9.000 persones, alguns dels quals eren nens, la majoria capturats a la batalla de Savenay.

## D'acusador a acusat
Carrier va denunciar per moderats a dos diputats Francastel, Tréhouart i un membre del Comité de Salvació Publica, Pierre-Louis Prieur.
Tréhouart, mitjançant un còmplice anomenat Le Batteux, que havia robat als camperols durant les campanyes militars en nom de Carrier, el denuncià al Comité de Salut Pública com a contrarevolucionari i federalista. El Comitè es decantà a favor de Jean-Baptiste Carrier, però Jullien de Paris, fill del diputat de la Droma, que havia estat a Nantes i havia vist la massacre efectuada per ordres de Carrier, donà suport a l'acusació presentada per Tréhouart.
Es deia que Carrier tenia la ment pertorbada a causa dels horrors presenciats durant els enfrontaments amb els reialistes i pel seu alcoholisme. Veient que perdia suports a Nantes, demanà tornar a París, cosa que li fou concedida el 20 de pluviós. Allà fou nomenat secretari de la Convenció, prengué part en la caiguda de Robespierre i s'atansà als Herbetistes.
Sota les seves ordres, ratificades pels sans-culottes, va transferir un grup de 132 "ciutadans selectes" de Nantes per ser jutjats a París. Al judici només hi arribaren 110, ja que els altres van morir de fam i per les condicions de l'empresonament. El processament s'efectuà del 22 al 28 de fructidor de l'any II (8-14 setembre del 1794), poc després de la mort de Robespierre, moment en què els moderats estaven al poder. A mesura que els testimonis declaraven, els federalistes acusats quedaven en bon lloc davant el jurat, i la situació es girava contra l'acusació. Rebutjant tota responsabilitat, Carrier deia haver actuat seguint les consignes procedents de la Convenció. En sentir girar-se les tornes, Joseph Fouché, que havia estat responsable de les massacres a Lió, comprengué la utilitat de presentar Carrier com a boc expiatori i demanà al periodista Babeuf que muntés una campanya en contra seva.
El 29 d'octubre del 1794, la Convenció formà una comissió per investigar els membres del Tribunal de Nantes i el 13 de novembre l'Assemblea votà a favor de llevar a Carrier la immunitat parlamentària. El 27 de novembre, Carrier fou formalment acusat. Llavors es girà cap a l'assemblea i els digué cridant: « Aquí tots sou culpables, fins i tot la campaneta del president. Tots vosaltres estareu implicats en una inevitable proscripció. » Amb la sentència de Gilbert Romme fou culpat pels fets de Nantes i guillotinat a la plaça de la Grève, davant de l'ajuntament, el 26 de frimari de l'any III (16 de desembre del 1794) a diferència de Jean-Jacques Goullin, també destinat a Nantes durant aquells fets, el qual aconseguí obtenir l'absolució.